# Perdona nuestros pecados
Perdona nuestros pecados és una telenovela xilena que es va estrenar a Mega el 6 de març de 2017. La sèrie està creada per Pablo Illanes i escrita per Josefina Fernández. És protagonitzada per Mariana Di Girólamo, Mario Horton, Álvaro Rudolphy i Paola Volpato com a personatges principals.